# Kasso
Kasso est une commune rurale située dans le département de Niabouri de la province de Sissili dans la région du Centre-Ouest au Burkina Faso.

## Géographie
La commune est traversée par la route nationale 6.